# Мария фон Ербах
Мария фон Ербах (на немски: Maria von Erbach; * 27 януари 1541; † 7 декември 1606) е графиня от Ербах-Ербах и чрез женитба графиня на Раполтщайн и господарка на Рибопиер в Елзас.

## Произход
Тя е втората дъщеря на граф Еберард XII фон Ербах (1511 – 1564) и съпругата му вилд и райнграфиня Маргарета фон Даун (1521 – 1576), дъщеря на вилд и райнграф Филип фон Залм-Даун († 1521) и Антоанета де Ньофшател († 1544). Нейният брат е Георг III фон Ербах (1548 – 1605).
Мария фон Ербах умира на 7 декември 1606 г. на 65 години.

## Фамилия
Мария фон Ербах се омъжва на 22 август 1558 г. в Ербах за граф Егенолф III фон Раполтщайн, господар на Рибопиер (* 22 август 1527; † 4 септември 1585), вдовец на Елизабет фон Сайн (* 1529; † 9 септември 1557), син на граф Улрих VI фон Раполтщайн († 25 юли 1531) и Анна Александрия фон Фюрстенберг († 11 май 1581). Тя е втората му съпруга. Те имат осем деца:
- Елизабет фон Раполтщайн (* 7/17 юли 1559 – ?)
- Катарина фон Раполтщайн (* 28 август 1560; † 1561)
- Барбара фон Раполтщайн (* 25 юни 1562; † 28 юли 1562)
- Улрих фон Раполтщайн (* 29 юли 1563; † 1564)
- Анна Александрия фон Раполтщайн (* 1565; † 9 април 1610), омъжена за фрайхер Филип Волфганг фон Флекенщайн-Дагщул (* пр. 1574; † 1618)
- Барбара фон Раполтщайн (* 6 декември 1566; † 25 ноември 1621), омъжена 1584 г. за Якоб фон Хоенгеролдсек (* 21 юли 1565; † 26 юли 1634)
- Еберхард Георг Фридрих фон Раполтщайн (* 12 март 1570, Словакия; † 27 август 1637, Страсбург), граф и господар на Раполтщайн (1585 – 1637), женен I. на 1 декември 1589 г. за Анна фон Залм-Кирбург-Мьорхинген (* 1572; † 25 август 1608); II. на 22 октомври 1609 г. в Бирленбах за Агата фон Золмс-Лаубах (* 16 септември 1585; † 13 ноември 1648)
- Агата фон Раполтщайн (* 22 септември 1572; † 1573)